# 눈먼 시계공
《눈먼 시계공》(The Blind Watchmaker)은 리처드 도킨스가 쓴 책으로, 과학적 논증을 통해 신은 존재하지 않는다는 무신론을 펼치면서, 종교(인격화된 신을 숭배하는 종교)에 대해 문제를 제기하고 있다.
그는 초자연적 창조주는 존재하지 않는다고 하면서, 로버트 피시그의 말을 인용하며 종교에 대해 다음과 같이 말한다. “누군가 망상에 시달리면 정신이상이라고 한다. 다수가 망상에 시달리면 종교라고 한다.” 그리고 종교가 없는 우리 세상을 상상해 보라고 리처드 도킨스는 외친다. 그러한 세계는 자살 폭탄 테러범도 없고, 9.11 테러도 없고, 십자군도 없고, 마녀 사냥도 없을 것이라 단언한다.

## 배경
이 책이 쓰여진 데에는 윌리엄 페일리가 <자연신학>에서 복잡한 물건은 반드시 설계자가 있게 마련이라며 예로 든 것이 바로 시계공인데, 그걸 도킨스가 받아 진화 과정에 만일 설계자가 존재한다면 그는 필경 눈이 먼 시계공일 것이라고 꼬집은 것이다. 이기적 유전자에서는 진화론이 생명의 처음과 오늘을 충분히 설명할 수 있다는 차원에서 전개되었다면, 눈먼 시계공에서는 앞선 논의를 확대시키며 초자연적 창조주로 여겨지는 신의 존재를 부정하고 무신론적 논지를 광범위하게 펼쳐 나가며 진화앞에서 설계자는 그저 눈먼 시계공일 뿐이다 라는 의견을 펼치고 있다. 그는 무신론적 책을 오랫동안 저술하고 싶었으나 출판사에서 만류하는 바람에 책을 펴내지 못했다. 그러나 개신교 특히 기독교 우파진영에 열성적인 미국 대통령 “부시의 4년”을 겪고 나서 도킨스는 책을 펴기로 마음을 먹었다. 만들어진 신도 눈먼시계공과 같이 출판사와 기독교 우파진영 때문에 오랫동안 펴내지 못하였다. 또한 샘 해리스나 크리스토퍼 히친스 등이 종교에 대한 공격적인 책을 펴낸 것도 저술에 영향을 준 요소이기도 했다.

## 눈먼 시계공
시계가 망가져 수리센터에 가져갔는데 내 시계를 건네 받는 수리공의 눈이 멀어 있다면 과연 그 시계가 제대로 고쳐지리라 기대할 수 있겠는가?
눈을 감고도 시계를 고칠 수 있을까?
도킨스에 따르면 자연선택의 결과로 태어난 오늘날의 생명체들을 보면 마치 숙련된 시계공이 설계하고 수리한 결과처럼 보이지만, 실제로는 앞을 보지 못하는 시계공이 나름대로 고쳐보려 애쓰는 과정에서 번번이 실패를 거듭하다 정말 가끔 요행 재깍거리며 작동할 때도 있다는 것이다.
1965년 자크 모노, 안드레 르보프와 함께 노벨생리의학상을 수상한 프랑스의 유전학자 프랑수아 자코브(Francois Jacob)는 그의 명저 <가능과 실제(The Possible and the Actual)>(1982)에서 이 같은 자연선택의 모습을 ‘진화적 땜질(evolutionary tinkering)’이라고 표현했다. 그렇다면 자연선택이 이처럼 눈이 먼 시계공마냥 행동할 수밖에 없는 이유는 무엇일까? 자연선택이 만일 미세한 시계 구조를 더 잘 볼 수 있도록 멀쩡한 두 눈도 모자라 한쪽 눈에 렌즈까지 끼고 일하는 시계공이라 하더라도 생명체를 결코 완벽하게 만들 수 없는 까닭은 과연 무엇인가?
자연선택이라는 시계공이 다루는 시계 부품은 다름 아닌 유전자이다. 그런데 가지고 일할 유전자들이 모두 일편단심(一片丹心)이라면 좋겠는데 실제로는 대부분 일구이언(一口二言)을 하기 때문에 그들과 함께 일관성 있는 작업을 도모하기란 거의 불가능할 수밖에 없다. 나는 지금 ‘다면 발현(pleiotropy)’과 ‘다인자 발현(polygeny)’이라는 유전학 개념에 대해 말하고 있다. 이 둘은 유전형과 표현형의 관계를 설명하는 핵심개념들이라서 나는 생물학 수업에서 이 둘을 비교하여 설명하라는 문제를 아주 자주 내곤 한다. 전자는 하나의 유전자가 여러 형질의 발현에 관여한다는 것이고 후자는 한 형질의 발현에 여러 유전자가 관여한다는 것이다.
하나의 형질 발현에 여러 유전자가 관여하려면 자연히 그 유전자들의 대부분은 한 가지 형질 발현만이 아니라 여러 가지의 형질 발현에 관여하게 될 것이다. 만일 한 유전자가 한 형질 발현만을 책임진다면 대부분의 생물은 어마어마한 수의 유전자를 필요로 할 것이다.
세계적으로 2,800명의 과학자들이 동원되어 무려 13년 동안 30억 쌍의 인간 DNA의 염기서열을 해독한 인간유전체프로젝트(Human Genome Project)가 2004년 드디어 우리 인간의 유전자 수를 발표했다. 참으로 뜻밖에도 우리 인간의 유전자 수는 초파리(약 13,000개)나 꼬마선충(19,000)보다는 많지만 작은 현화식물인 애기장대(25,000)보다도 조금 적은 20,000~25,000개로 밝혀졌다. 처음 이 소식을 접한 많은 사람들은 그야말로 자존심이 상한다는 반응을 보였다. 아니 어떻게 우리가 이 보잘것없는 생물들과 어깨를 나란히 해야 한단 말인가? 하지만 어찌 하랴? 최근 연구 결과에 의하면 매일 우리의 배를 든든하게 채워주는 쌀(벼)이 우리의 두 배 이상인 50,000~60,000개의 유전자를 갖고 있단다. 다행인지 불행인지 포유동물들은 거의 모두 비슷한 숫자의 유전자를 가지고 있다.

## 공진화의 중요성
생물의 환경이 늘 변한다고 말할 때 ‘환경’은 온도, 습도, 일조량 등의 이른바 물리적 환경(physical environment)이다. 하지만 생물의 환경에는 물리적 환경뿐 아니라 함께 살고 있는 다른 생물들이 형성하는 생물 환경(biotic environment)도 있다. 생물 환경에 대비하여 물리적 환경은 다른 말로 비생물 환경(abiotic environment)이라고도 한다. 비생물 환경과 생물 환경간에는 결정적인 차이가 하나 있다. 생물 환경은 그것이 둘러싸고 있는 생물과 함께 변화한다, 즉 공진화(coevolution)한다는 점에서 어떻게 보면 물리적 환경보다 더 중요할 수 있다. 공진화의 예로 가장 잘 알려진 관계는 단연 현화식물과 그들에게 꽃가루받이(pollination) 서비스를 제공하고 그 대가로 꿀을 얻는 벌, 나비, 박쥐, 새 등의 동물이 맺고 있는 관계이다. 꽃가루받이는 서로 이득을 주고 받는 상리공생(mutualism) 형태의 공진화이지만 서로 쫓고 쫓기는 관계인 포식(predation)과 기생(parasitism)의 상대들도 끊임없이 밀고 당기며 함께 진화한다. 날로 속도가 느는 치타의 추격을 따돌리려 영양도 점점 빨라지고, 늘 새로운 무기를 개발하여 공격하는 기생생물에 대항하여 기주생물(host)도 새로운 유전자 조합으로 면역력을 키운다. 이 관계는 마치 옛날 소련과 미국이 벌였던 군비경쟁을 방불케 한다. 소련이 새롭고 더 강력한 미사일을 개발하면 미국은 그걸 공중에서 격침시킬 수 있는 요격미사일을 개발하곤 했다. 진화생물학자들은 이와 흡사하게 자연계에서 벌어지는 군비경쟁을 진화적 군비경쟁(evolutionary arms race)이라고 부른다.

## 요지와 중심 주제
도킨스는 설계자는 존재할 수가 없으며 존재한다면 그것은 눈먼 설계자 라는 내용을 전한다.
- 진화론과 여타 과학적 이론들은 “신 가설(God hypothesis - 신은 존재한다. 그는 지적 설계론도 한데 묶어 비판한다)”보다 우주와 생명에 대한 설명력이 뛰어나다.
- 생물 환경은 공진화하므로 물리적 환경 변화보다 더 중요할 수 있다.
- 진화는 거슬러 올라가지 않는다.
- 진화는 뒤쳐지지 않기 위해서 최선을 다하는 과정이다.
- 설계자가 있다면 그자는 눈먼 설계자일뿐이다.
- 아이에게 부모가 믿는 종교의 꼬리표를 붙여서는 안 된다.
- 무신론자는 위축될 필요가 없다. 오히려 무신론자라는 것은 정신적으로 건강하다는 증거이며 무신론에 대해 자부심을 가져야 한다.

## 같이 보기
- 《이기적 유전자》
- 《만들어진 신》
- 《지상 최대의 쇼》
- 《확장된 표현형》
- 《에덴 밖의 강》
- 《무지개를 풀며》
- 《악마의 사도》